# Everyday Is A Winding Road
Everyday Is A Winding Road är den andra singeln på Sheryl Crows andra studiealbum. Hon nominerades till en Grammy för låten 1997, där Sunny Came Home av Shawn Colvin istället vann.
Prince framförde en coverversion av låten på albumet Rave Un2 the Joy Fantastic från 1999.

### Fotnoter
1. ↑  ”Sheryl Crow | Artist | GRAMMYs”. The Recording Academy. https://www.grammy.com/grammys/artists/sheryl-crow. Läst 20 juli 2017.